# Danny Phantom
Danny Phantom is een Amerikaanse-Canadese animatieserie bedacht door Butch Hartman, die ook de bedenker is van Fairly Odd Parents en T.U.F.F. Puppy. De serie werd oorspronkelijk uitgezonden van 2004 tot 2007, en telt 53 afleveringen. De serie werd in Nederland sinds de herfst 2005 nagesynchroniseerd uitgezonden op Nickelodeon Nederland.

## Plot
De serie draait om Danny Phantom, een verlegen jongen van 14 jaar. Zijn ouders zijn spookjagers. Op een dag nadat zijn ouders een spookportaal in elkaar hadden gezet, die toegang biedt tot de spookzone, haalde zijn vriendin Sam hem over het portaal in te gaan. Terwijl Danny in het portaal stond en op een knop drukte ging deze aan en werd zijn DNA vermengd met spoken-DNA (ectoplasma), waardoor Danny een halfspook is geworden en verschillende krachten kreeg. Hij kan wisselen tussen Danny Fenton (mens) en Danny Phantom (spook). Hij gebruikt zijn krachten voornamelijk om spoken te bestrijden. Zijn grootste vijand is een ander halfspook genaamd Vlad Plasmius.

## Productie

### Eerste ideeën
Voordat Butch Hartman begon met Danny Phantom had hij al succes met de animatieserie Fairly Odd Parents.
In het begin was Hartman van plan zijn nieuwe serie "Danny Phantom and the Specter Detectors" te noemen, en zou de serie geheel draaien om een jonge spokenjager die met speciale gadgets spoken ving. Hartman kwam later op deze beslissing terug en besefte dat het veel cooler zou zijn als de hoofdpersoon zelf ook een spook was. Daarom werd de serie veranderd naar "Danny Phantom".
Een aantal ideeën die Hartman voor de serie had, gingen uiteindelijk niet door. Zo zou Danny's aartsvijand, Vlad, eigenlijk een vampier worden en geen spook. Tevens zou Danny een mascotte hebben, een uil.

### Maken van de serie
Het ontwerp van de hoofdpersonages werd gedaan door tekenaar Stephen Silver, aan wiens tekeningen Hartman zijn eigen draai gaf. De meeste van de afleveringen worden geschreven door Steve Marmel, in samenwerking met Mark Banker, Butch Hartman, Marty Isenberg en Sib Ventress. Net als bij Fairly Odd Parents werd de muziek van de serie gecomponeerd door Guy Moon
Nickelodeon gaf de opdracht tot het maken van dertien afleveringen, waarvan de eerste op 3 april 2004 werd uitgezonden. Na deze afleveringen werd de serie zes maanden stopgezet. In het Verenigd Koninkrijk leidde het gebrek aan nieuwe afleveringen er zelfs toe dat de serie geheel van de zenders werd gehaald, tot aan oktober 2005.

### Toekomst
Op 24 januari 2006 maakte Nickelodeon bekend geen nieuwe afleveringen van Danny Phantom meer te zullen maken vanaf februari 2007. Butch Hartman maakte bekend dat de serie ondanks dat er geen nieuwe afleveringen gemaakt zouden worden waarschijnlijk nog jaren uitgezonden zal worden.
Fans van de serie waren echter woedend over Nickelodeons beslissing, en op veel websites zijn dan ook petities gaande om de serie voort te laten zetten. Een groep in het bijzonder, Keep Flying of Save the Phantom, heeft al meerdere protesten tegen het stopzetten van de serie georganiseerd. Zo stuurden ze onder andere e-mails naar Nickelodeon Studios.

## Personages

### Daniël "Danny" Phantom
Daniël "Danny" Fenton is de hoofdpersoon van de serie. Hij is een verlegen veertienjarige jongen die, door toedoen van het door zijn ouders gebouwde spookportaal, per ongeluk spookkrachten verkreeg. Hij gebruikt deze om kwade spoken te bestrijden in en rond zijn woonplaats. Hij doet dit met behulp van zijn vrienden Sam & Tucker, en later ook zijn onhandige zus Jazz.
Danny houdt zijn spook-identiteit geheim voor veiligheid van zijn vrienden, familie en andere mensen. Vooral omdat zijn ouders fanatieke spokenjagers zijn. Danny kan naar believen heen en weer veranderen van mens naar spook en terug. Als mens heeft hij zwart haar en draagt meestal een wit shirt en blauwe broek. Als spook heeft hij wit haar, groene ogen, en draagt een zwart pak. Dat pak was oorspronkelijk helemaal zwart, maar in de aflevering geheugenverlies voorziet Sam het van een logo bestaande uit letters "DP". Dat logo is sindsdien vast onderdeel van Danny's pak geworden.
Op school is Danny vaak het mikpunt van pesterijen (vaak van Dash). Maar gelukkig heeft hij twee hele goeie vrienden die hem altijd helpen. Hij heeft stiekem gevoelens voor Sam, maar dat ontkent hij. In de aflevering 'Phantoms Planet' geven ze beiden toe dat ze elkaar leuk vinden en krijgen ook een relatie. Later wil Danny een astronaut worden.
Net als veel spoken heeft Danny speciale krachten. Sommige van deze krachten kunnen 'doorgegeven' worden aan andere door middel van aanraking:
- Transformatie - De mogelijkheid om te transformeren tussen zijn spookvorm en zijn menselijke vorm.
- Spookzintuig - Er komt koude lucht uit zijn mond als er een spook in de buurt is.
- Ontastbaar - Danny kan door muren en andere vaste objecten heen vliegen. Ook kan hij niet vastgepakt worden.
- Onzichtbaar - Niemand kan Danny zien als hij deze kracht gebruikt.
- Vliegen/Zweven - De mogelijkheid om in door de lucht te vliegen of zweven.
- Overschaduw/Bezetting – Een ander mens, dier of object betreden en deze overnemen (bezitten).
- Ectoplasmatische stoot/straal - Een krachtige ectoplasmatische stoot/straal. De straal is er in verschillende kleuren die waarschijnlijk het krachtniveau aanduiden. De stralen kunnen vanuit de ogen of de handen afgevuurd worden. (Of vanuit z'n bips zoals in Geheugenverlies)
- Ectoplasmatische bal - Hetzelfde als een ectoplasmatische straal maar dan in de vorm van een bal en veel krachtiger.
- Ectoplasmatisch schild - Een ectoplasmatisch schild dat beschermt tegen aanvallen. Kan in verschillende maten en vormen gecreëerd worden.
- Spookschreeuw - Danny's krachtigste aanval. Als hij de Spookschreeuw te lang gebruikt verandert Danny terug in een mens omdat het veel van zijn energie verbruikt. In de aflevering koning tuck kan hij zijn spookschreeuw korter gebruiken dan in de ultieme vijand of in verwante geesten.
- Spookverdeler - Zijn lichaam splitst in twee of meerdere Danny's.
- Ectoplasmatische Verlichting - Hiermee kan Danny de omgeving verlichten.
- Geest Energiebal - Danny rolt zichzelf op in een bal van energie die aanvallen kan afstoten.
- IJskracht - Danny kan ijsstralen uit zijn handen en ogen schieten. Ook kan Danny zijn ijskracht met Ectoplasmatisch energie combineren.
- Teleportatie - Danny kan zich van de ene plek naar de andere teleporteren. Deze kracht heeft hij voor het eerst laten zien in de TV film Reis door de Realiteit.
- Controle over het weer - Danny kreeg deze kracht in een aflevering per ongeluk van Vortex. Danny kon toen met zijn emoties het weer veranderen. Maar aan het eind van dezelfde aflevering verloor Danny deze kracht weer.

### Overige menselijke personages
- Jack Fenton - Danny's vader. Jack is vrij groot, breed, stuntelig en draagt altijd een oranje overall. Hij heeft een ware obsessie voor het vernietigen van spoken. Zijn tweede obsessie is het constant snoepen. Ondanks zijn obsessies zal hij alles in het werk stellen om zijn gezin te beschermen. Hij doet vaak dingen zonder eerst na te denken, waardoor hij vaak in zeven sloten tegelijk loopt. Vaak is hij bezig met bouwen van uitvindingen die niet altijd goed werken.

- Madeline "Maddie" Fenton - Danny's Moeder. Maddie is net als Jack een professionele spokenjaagster, maar ze bestudeert spoken liever dan ze kapot te schieten. Ze is een stuk slimmer dan Jack en kan veel beter schieten. Danny's aardvijand Vlad is verliefd op Maddie. Maddie draagt vaak haar blauwe pak en een soort bril.
- Jasmine "Jazz" Fenton - Jazz is de overbezorgde en betweterige 16 jaar oude zus van Danny, die zijn spookgeheim gedurende de serie te weten is gekomen. Ze besluit het geheim te bewaren. Later in de serie komt ook Danny erachter dat Jazz het weet. Jazz probeert vaak volwassen over te komen en is soms wat gestrest. Ze is erg intelligent.
- Tucker Foley - Tucker is de beste vriend van Danny. Tucker weet van Danny's geheime spookkrachten. Hij is een typische nerd met allerlei elektronische speeltjes. Zijn liefde voor technologie wordt gevolgd door zijn liefde voor het vrouwelijk schoon. Daarom probeert hij populair te zijn bij de meisjes wat hem telkens weer opbreekt. Hij heeft altijd een PDA bij zich, hiermee kan hij vaak Danny helpen.
- Samantha "Sam" Manson - Sam is Danny's beste vriendin. Sam weet ook van Danny's geheime spookkrachten. Hoewel haar ouders stinkend rijk zijn, heeft Sam besloten dat niet aan de grote klok te hangen. Ze is een goth, ook doet ze aan de extreme vorm van vegetarisme "Ultra recyclo vegetariër". Verder is ze voor het behoud van de natuur en dierenrechten. Sam is verliefd op Danny maar laat dat niet blijken, hoewel heel veel mensen dit wel vermoeden. Samen met Tucker helpt zij Danny vaak met het bestrijden van spoken. Later in de serie worden Danny en Sam verliefd op elkaar, dat ze lichtjes laten blijken. In de laatste afleveringen krijgen ze een relatie.
- Dhr. Lancer - Dhr. Lancer is de strenge vicedirecteur van het Casper College en de docent Engels. Naast Engels geeft hij ook vakken als astronomie, biologie en wiskunde. Hij gelooft niet in spoken en ziet er liever op toe dat zijn leerlingen hun examens halen. In een poging om wat populariteit te winnen, probeert hij zijn taalgebruik wat aan te passen (zonder succes trouwens). Hij speelt graag het online spel "Doomed" en houdt ervan om met treintjes te spelen. Zijn grootste angsten zijn wiskundige vergelijkingen en nagels die over een krijtbord krassen.
- Dash Baxter - De aanvoerder van het footballteam. Draagt altijd een rode leren jack met witte mouwen. Dash is een van Danny's ergste pestkoppen op school. Naast Danny stopt hij ook andere jongere schoolgenoten in kluisjes. Hij denkt ook dat Sam Danny's vriendinnetje is. Doordat hij de beste quarterback van Casper High is komt hij altijd overal makkelijk mee weg.
- Valerie Gray - Valerie was altijd een populair meisje, totdat de Spookhond ervoor zorgde dat Valeries vader werkloos werd, waardoor Valeries populariteit ophield. Ze geeft Danny Phantom hiervoor de schuld, omdat de Spookhond hem steeds volgde. Hierom is Valerie een spokenjaagster geworden die op Danny jaagt. Een mysterieuze weldoener (Vlad) voorziet haar van haar spookjager-gadgets. Ze is als spokenjager een stuk succesvoller dan Danny's ouders, en vormt zo voor Danny een gevaarlijke tegenstander. In de aflevering "de goden verzoeken" verwoest Danny haar kostuum, maar krijgt ze van Technus een nieuwe outfit en gadgets. Ze is niet zo zeer een vijand van Danny, maar meer een antiheld.
- Paulina - Het populairste meisje van school. Ze is een cheerleader en heeft een Spaans accent. Hoewel ze niets in Danny Fenton ziet en hem een loser vindt, is ze helemaal weg van Danny Phantom. Ze is enorm egocentrisch en verwend. Verder wilde ze Sam jaloers maken en Danny van haar afpakken toen ze dacht dat Danny Sams vriendje was.
- De Gasten in het Wit - De spookjagersbrigade van de regering (een parodie op de Men in Black)
- Ouders van Sam.
- Ouders van Tucker.
- Vader van Paulina - Heeft een Italiaans accent en doet denken aan een maffiabaas.
- Damon Gray - De vader van Valerie.
- Mickey - Een nerd uit de school van Danny en is bevriend met Lester.
- Ster - Een knap meisje dat met Paulina omgaat en is tevens een cheerleader.
- Kwan - Een vriend van Dash. Hij zit ook in het football team.
- Directrice Ishiyama - De directrice van het Casper College.
- Burgemeester van Amity Park.
- Tifanny - Normaal meisje op Casper College die meedeed aan de schoonheidsverkiezing. (Aflevering: Beauty Marked)
- Ashley - Ook een normaal meisje op Casper College.
- Lester - Een nerd uit de school van Danny en is bevriend met Mickey.

### Spoken
De term spook wordt in de serie gebruikt voor elk soort wezen dat uit de spookzone, een andere dimensie die bestaat naast de onze, komt. Qua oorsprong verschillen de spoken echter sterk van elkaar. Sommige zijn geesten van overleden mensen en dieren, maar er zijn ook spoken wier oorsprong in de spookzone zelf ligt. Niet alle spoken zijn kwaadaardig.
- Vlad Masters/Plasmius - Vlad Master zat samen met Jack en Maddie in de klas. Hij is net als Danny een halfspook (Plasmius) na een 'ongelukje' met een miniatuur-spookportaal in zijn jeugd, veroorzaakt door Jack. Vlad is nog steeds verliefd op Maddie en is dan ook jaloers op Jack en woedend omdat hij door het ongelukje Ecto-Acne kreeg. Het liefst wil hij Jack uit de weg ruimen, Maddie als zijn vrouw hebben en Danny als zijn zoon. Jack denkt nog steeds dat Vlad zijn beste vriend is. Zijn rijkdom heeft hij verworven door gebruik te maken van zijn spookkrachten. Hij martelt Danny ook vaak en geniet daar van. Hij heeft dezelfde krachten als Danny (behalve de Spookschreeuw en ijskrachten), en meer ervaring met hoe hij ze moet gebruiken. In zijn spookgedaante zijn hij eruit als een soort vampier, met een groene huid en scherpe hoektanden.
- Daniëlle "Dani" Phantom - Een vrouwelijke kloon van Danny gecreëerd met Danny's DNA door Vlad Masters/Plasmius. Ze is ongeveer 12 jaar. Ze doet zich in eerste instantie voor als Danny's nichtje. Dani heeft veel kracht maar kan er niet te veel van gebruiken. Doet ze dat wel dan verandert ze in een hoopje Ectoplasma(zoals alle andere klonen van vlad deden). In haar menselijke voorkomen lijkt ze op Chip Skylark uit de Fairly Odd Parents.
- De Lunchdame – De oude lunchdame van het Casper College. Ze wil niet graag dat het menu wordt veranderd (vooral het vlees). Heeft last van ernstige stemmingswisselingen.
- De ectopusen - 2 spook oktopusen en de eerste twee spoken waar Danny mee vocht.
- Het Doosspook - Baas over alle dozen. Overschat zijn krachten enorm en wordt daardoor nooit serieus genomen.
- Skulker - Spokenjager die specifieke spoken vangt. Hij wil Danny als trofee hebben.
- Nicolaï Technus - Heerser over alle elektrische en mechanische apparaten. In de aflevering "Identiteitscrisis" upgrade hij zichzelf naar Technus 2.0.
- Desiree – Een wensgeest, die sterk doet denken aan een djinn. Ze ontleent haar kracht aan het vervullen van wensen. Hoe meer wensen ze vervult, hoe machtiger ze wordt. Ze heeft alleen een zwakke plek: als ze een wens hoort moet ze hem altijd vervullen, of ze dat nu wil of niet.
- De Zuivelkoning - Een spook dat rondspookt in de villa van Vlad Masters.
- De 3 Aasgierenspoken (Ectogevleugelden) - Drie hulpjes van Vlad die eruitzien als gieren met een fez.
- Walker - Rechter/Jury/Beul/Eigenaar van de Spokengevangenis. Wil orde scheppen in de spookzone, dit lukt alleen niet.
- Spookagenten - De Spookagenten werken voor Walker.
- Penelope Spectra - Wil voor altijd jong en mooi zijn. Ze gebruikt daarvoor tieners die zich ellendig voelen door de ellendigheid eruit te zuigen. Voelen de tieners zich niet ellendig, dan zorgt ze daar zelf wel voor.
- Bertam - Rechterhand van Spectra.
- Cujo - Is een waakhond geweest van het bedrijf waar de vader van Valerie werkt. Kan door een gesloten spookportaal dringen. Hij zette Valerie aan tot het jagen op Danny.
- Clamper - Een spook in een pyjama die ijskrachten heeft. Wil meestal vrienden zijn op een boosaardige manier.
- Ember McLain - Een rockster die haar kracht haalt uit haar fans die haar naam roepen (als haar krachten groeien, groeit ook haar paardenstaart die op een vlam lijkt). Ze heeft een gitaar die verschillende aanvallen kan afvuren. Met haar muziek kan ze mensen beïnvloeden.
- Jongbloed - Grootste snotaap van de spookzone (we zien Jongbloed als cowboy, piraat en astronaut). Alleen kinderen kunnen hem zien.
- De Schrikridder - De geest van Halloween, dienaar van Pariah Dark. Heeft een zwaard dat de "Zielenhakker" heet en een vliegend paard. Als je door de Zielenhakker geraakt wordt kom je in een dimensie waar je je ergste angst beleeft.
- Bullet - De rechterhand van Walker.
- Wulf - Een gevangene uit de gevangenis van Walker. Spreekt Esparanto en zijn klauwen kunnen openingen maken tussen de spookzone en de echte wereld en door het spookschild heenbreken.
- Lydia - Ze heeft tatoeages over haar hele lichaam die ze kan gebruiken om mee te aanvallen. Ze draagt altijd een mantel. Het blijkt ook dat ze nooit onder de controle van Freakshows kristallen bol is geweest, maar hem te hebben geholpen uit vrije wil.
- Freakshow - Ringmeester van circus Gothica. Hij heeft spoken in zijn macht via een rode kristallen bol maar hij is zelf geen spook. Spreekt met een Duits accent.
- Pariah Dark - De Spookkoning (machtigste spook in de spookzone). Heeft de Vlammenkroon (die verdacht veel lijkt op een kroon uit Fairly Odd Parents) en de Woede-ring die hem ongekende krachten geeft. Hij was opgesloten in een sarcofaag door de oude spoken waar hij voor eeuwig zou moeten slapen(Sarcofaag der eeuwige slaap) totdat Vlad hem heeft gewekt.
- Spookleger - Het Spookleger is het enorme skelettenleger van Pariah Dark.
- Klokhuis/Klokwerk - Meester van de tijd. Verandert constant van het gedaante van een kind, volwassene en oude man. (Heet in de aflevering "KlokWerk" Klokwerk.)
- Dark Danny/Dan Phantom/Phantom - Oudere, kwaadaardige versie van Danny van 24 jaar. Een fusie van Plasmius en Phantom. Hij bestaat buiten de tijd sinds zijn ontstaan voorkomen werd door Klokhuis/Klokwerk.
- De Spookschrijver - Wat de Spookschrijver intypt op zijn multi-keyboard kan hij werkelijkheid laten worden. Hij is kwaad op Danny omdat Danny per ongeluk zijn kerstgedicht heeft vernietigd. Af gezien van dat hij boos is op Danny lijkt hij zelf niet slecht te zijn.
- Dorathea (Dora) Matteklap/Blauwe spookdraak - Dora heeft de amulet van Aragon die haar in een blauwe draak kan veranderen. Ze is de zus van Prins Aragon.
- Prins Aragon/Zwarte spookdraak - Prince Aragon heeft ook een amulet die hem in een zwarte draak kan veranderen. Broer van Dorathea "Dora" Matteklap.
- Hotep Ra - Een oud Egyptisch spook. Hotep Ra diende ooit een farao die precies op Tucker lijkt.
- Johnny 13 - Een jaren 50 motorrijder. Zijn schaduw is een ongelukspook dat ongeluk brengt aan alles wat het aanraakt. Zijn vriendin is Kitty.
- Kitty - De vriendin van Johnny 13. Zij kan een aanval in de vorm van lippen geven die mannen laat verdwijnen. Worden zij niet binnen 12 uur teruggebracht, dan zijn ze voorgoed verdwenen.
- Lunchdoos - De dochter van de Lunchdame en het Doosspook.
- SkulTech 9.9 - Skulker gefuseerd met Technus.
- Vrieskou - Een spook die eruitziet als een ijsbeer met hoorns en een arm vervangen met ijs waardoor je botten kunt ziet. Hij kan erg goed met Danny en noemt hem constant Redder van de Spookzone of de Grote. Danny haalde een kaart voor hem terug. Hij leert Danny ook zijn ijskrachten te gebruiken
- Vortex - Een spook die controle heeft over het weer. Is ook het enige spook dat ook een spookschreeuw heeft. Hij is een van de weinige spoken die Vlad aan kan.
- Kreupelhout - Een spook met de controle over het plantenleven en kan zich zelf regeneren.
- Pandora - Een spook uit de Griekse eeuwen. Bezit de meest krachtigste doos die al het kwade van de Spookzone en de Aarde bevat. Kan goed met Danny opschieten
- Nocturn - Spook van de slaap. Dit spook krijgt zijn kracht uit de dromen van mensen.
- Sidney Poindexter - Een nerd die vroeger op Danny's school heeft gezeten. Hij ziet Danny aan als een pestkop en wil hem daarom een lesje leren.

## Fenton Gadgets
Een ander vast punt in de serie zijn de vele gadgets die Danny's ouders hebben gemaakt om op spoken te jagen. Danny maakt hier veelvuldig gebruik van.
- Fenton Thermosfles - Het ultieme cilindervormige spookvangapparaat dat spoken opzuigt en vasthoudt.
- Fenton Spookportaal - Geeft toegang tot de Spookzone vanuit de echte wereld en vice versa. Via ditzelfde portaal verkreeg Danny zijn spookkrachten.
- Fenton Ectoplasmatische bazooka - Een bazooka die een groene ectoplasmatische straal kan afvuren, of een opening naar de spookzone maakt en je er in zuigt.
- Fenton Schuimer - Vuurt Ecto-schuim af die voor een heel korte tijd spookkrachten uitschakelt.
- Fenton Hengel - Vangt spoken met een vishengel. De lijn is bedekt met een ectoplasma-bestendig laagje. Kan ook goed als Spookhondenriem gebruikt worden.
- Fenton Oordopjes - Een communicatiemiddel die spokenruis filtert.
- Fenton Anti-engerdstok - Een honkbalknuppel met het woord "Fenton" erop.
- Fenton Specter Protector - Een riem die je beschermt tegen spoken en verzwakt het spook (als deze hem omheeft).
- Fenton Specter Versneller - Een voertuig voor in de spookzone.
- Fenton Spookschild - Een energieschild om spoken tegen te houden. Er is een grote versie op de Fenton Werkplaats en één mobiele versie op onderstaand voertuig. Het Fenton Spookschild werkt niet op mensen.
- Fenton Familie-aanvalsvoertuig - Een camper omgebouwd door Maddie en Jack tot het Fenton familie-aanvalsvoertuig.
- Fenton Boooe-merang - Een boemerang die zich afstemt op het ectoprofiel van een spook en die dan blijft achtervolgen.
- Fenton Peller - Een wapen dat de spoken helemaal "pelt".
- Fenton Spookvanger - Een apparaat dat spoken en niet-spoken van elkaar splitst en weer samen kan voegen. Ziet eruit als een indiaanse dromenvanger.
- Fenton Handschoenen - Deze handschoenen versterken de vuistslagen van de drager.
- Fenton Ectoskelet - Een pak gebouwd door Maddie, Jack en Vlad. Versterkt de krachten van de drager honderd keer, maar verzwakt de drager ook als je te veel kracht gebruikt en kan zelfs fataal zijn. Vlad heeft later het pak uitgerust met de lichtstaf van Technus en de Ecto converter die het ongelimiteerde krachten geeft.
- Fenton Stamper - Met de Fenton Stamper kan je spoken tot microscopische grootte verkleinen. Spoken verliezen hun krachten op ten duur. De Fenton Stamper werkt ook op mensen en objecten.
- Fenton Ecto-Converter - Zet Ecto-energie om in een zelf opvullen bruikbaar brandstof.
- Fenton SOS Zenuwcentrum - Het Fenton SOS zenuwcentrum is het grote laboratorium boven op het huis van de Fentons. Het kan in een zeppelin en dan in een jet veranderen.
- Fenton lipstick - Een lippenstift die hydrateert en ook een groene ectoplasmatische straal kan afvuren.
- Fenton Goggles - De bril die aan de overall van Maddie vastzit kan twee rode ectoplasmatische stralen afvuren.
- Jack-A-Nine-Tails - Een wapen om spoken mee vast te grijpen en te vernietigen. De Jack-A-Nine-Tails heeft negen aparten uiteinde aan de zweep als een soort klauwen.
- Fenton Wezel - Ziet eruit als een draagbare stofzuiger, maar zuigt spoken op en daar binnen is het er maar bar klein.

## Stemacteurs
| Personage                          | Engelse stem                                  | Nederlandse stem                   |
| ---------------------------------- | --------------------------------------------- | ---------------------------------- |
| Daniël "Danny" Fenton/Phantom      | David Kaufman                                 | Trevor Reekers                     |
| Dark Dan Phantom                   | Eric Roberts                                  | Trevor Reekers                     |
| Jack Fenton, Box Ghost / Doosspook | Rob Paulsen                                   | Jan Elbertse                       |
| Maddie Fenton                      | Kath Soucie                                   | Mies de Heer                       |
| Jazz Fenton                        | Colleen O'Shaughnessey                        | Nicoline van Doorn, Kirsten Fennis |
| Tucker Foley                       | Rickey D'Shon Collins                         | Henk Dikmoet                       |
| Sam Manson                         | Grey DeLisle                                  | Kim van Zeben                      |
| Dora Mattingly / Dora Matteklap    | Grey DeLisle                                  | Marloes van den Heuvel             |
| De Lunchdame                       | Patricia Heaton                               | Marloes van den Heuvel             |
| Johnny 13                          | William Baldwin                               | Dennis Kivit                       |
| Vlad Masters/Vlad Plasmius         | Martin Mull                                   | Dieter Jansen                      |
| Klemper                            | S. Scott Bullock                              | Dieter Jansen                      |
| Dash Baxter                        | S. Scott Bullock                              | Thijs van Aken                     |
| Hotep Ra                           | S. Scott Bullock                              | Ruud Drupsteen                     |
| Paulina Sanchez                    | Maria Canals Barrera                          | Donna Vrijhof                      |
| Kitty                              | Chynna Phillips                               | Donna Vrijhof                      |
| Spectra                            | Tara Strong                                   | Donna Vrijhof                      |
| Mr. Lancer                         | Ron Perlman                                   | Frans Limburg                      |
| Skulker                            | Matthew St. Patrick, Kevin Michael Richardson | Frans Limburg                      |
| Vortex                             | David Boat                                    | Stan Limburg                       |
| Amorpho                            | Danny Mann                                    | Stan Limburg                       |
| Frostbite / Vrieskou               | Bob Joles                                     | Hero Muller                        |
| Nocturn                            | James Garrett                                 | Hero Muller                        |
| Undergrowth                        | Mark Hamill                                   | Pim Koopman                        |

## Trivia
- Het plaatsje waar Danny Phantom zich afspeelt heet Amity Park, dat verwijst naar de (echt bestaande) plaats Amityville. De plek waar de roman The Amityville Horror zich afspeelde, en ook een heel bekend geest-verhaal van voorkomt.
- De naam van de school van Danny is Casper High (College), dat verwijst naar Casper het vriendelijke spookje.
- In de episode De Moordgarage Verkoop gebruikt Technus een robot met Portals XL als besturingssysteem, een parodie Windows XP (vooral de grote hoeveelheid bugs)?
- Lancer gebruikt Engelse boektitels als stopwoorden zoals Lord of the Flies, Dagboek van Bridget Jones, Pride and Prejudice, Moby Dick, Gulliver's Travels, To Kill a Mockingbird, De Graaf van Monte Cristo, Sjakie en de chocoladefabriek, enzovoort.
- De computer van Danny lijkt op een Mac behalve dat er een peer op staat in plaats van een appel.
- Zodra Danny in een spook verandert, verkleurt de achtergrond naar paars/groen.
- De beer van Jazz, Albeer genaamd, (een teddybeer die eruitziet als Einstein) is dezelfde als die van AJ uit Fairly Odd Parents.
- De Nare Burger (Nasty Burger) is gebaseerd op het burgerrestaurant uit de Nickelodeon-film 'Good Burger'.
- In de aflevering "Het spook van één miljoen" zijn de spookjagers parodieën op Scooby Doo, Men in Black en Extreme Ghostbusters.
- In de aflevering "Wat jij wil" staan Tucker en Danny voor een Crash Nebula videokast. Crash Nebula komt uit Fairly Odd Parents. Tevens staat er groep meiden bij "Sayonara Pussycat" (een parodie op Hello Kitty)
- In de aflevering "Klok Werk" bleek dat Vlad Ecto-Acne kreeg omdat Jack Cola Light gebruikte in plaats van Ecto-zuiverder.
- Het ongeluk waardoor Danny zijn spookkrachten krijgt, gebeurt een maand voor de eerste aflevering "Vreemd Vlees".
- De laatste aflevering van het derde seizoen is ook de finale van de serie. Er zullen geen nieuwe seizoenen of afleveringen meer komen na deze. Butch Hartman zei hierover dat de laatste aflevering van het derde seizoen een echt spektakel gaat worden!
- In de Aflevering "De Ultieme Vijand" doet Danny Phantom (Dark) Dan Phantom de Spector Protector om. Als je goed kijkt zie je dat de Spookklauwen aan de riem vast blijven zitten.
- In de aflevering "Uniek in zijn Soort" sloopt de paarsruggorilla Skulkers harnas. Op een shot zijn Danny, Sam en Tucker te zien als "de drie wijze apen" in "Zie geen kwaad, hoor geen kwaad en spreek geen kwaad".
- In de aflevering "Wat jij Wil" zijn tijdens de footballwedstrijd twee commentatoren te zien. Deze zijn gebaseerd op Steve Marmel en Butch Hartman (en in de Engels gesproken versie zijn ze ook ingesproken door deze personen!)
- De titelsong is volgens Butch Hartman gebaseerd op "The Invisible Man" van Queen.

## Computerspellen
Er bestaan ook een aantal computerspellen gebaseerd op de animatieserie:
- Danny Phantom: The Ultimate Enemy is een computerspel voor de Game Boy Advance, gebaseerd op de gelijknamige televisiefilm uit het tweede seizoen van de serie.
- Danny Phantom speelt mee in het spel Spongebob en zijn vrienden: Samen staan ze sterk (in het Engels Nicktoons Unite! geheten), een spel voor de PlayStation 2, GameCube, Game Boy Advance(sp) en Nintendo DS. Hierin is hij continu in spookvorm, en zijn geheime identiteit blijft verborgen voor alle hoofdpersonages (behalve Vlad en alle andere schurken die zijn geheim kennen).
- Danny Phantom speelt ook mee in het spel  Spongebob en zijn vrienden: De slag om Vulkaan Eiland (in het Nederlands). Hij blijft daar altijd spook, hij kan nooit in zijn menselijk gedeelte veranderen. Samen met Spongebob, Patrick, Sam, Timmy, Cosmo en Wanda probeert hij de slag om Vulkaan Eiland te winnen.
- Danny Phantom: Urban Jungle is een spel voor de Nintendo DS en GBA gebaseerd op de gelijknamige tv-special uit het derde seizoen van de serie.